# St. Mirren Football Club 2018-2019
Questa voce raccoglie le informazioni riguardanti il St. Mirren Football Club nelle competizioni ufficiali della stagione 2018-2019.

## Stagione
- In Scottish Premiership il St. Mirren si classifica all'11º posto (32 punti), dietro all'Hamilton Academical e davanti al Dundee. Vince allo spareggio contro il Dundee Utd (1-1 complessivo e poi 2-0 ai rigori) e rimane in prima serie.
- In Scottish Cup viene eliminato agli ottavi di finale dal Dundee United (3-2).
- In Scottish League Cup viene eliminato al secondo turno dall'Aberdeen (4-0).

## Maglie e sponsor
| Casa | Trasferta |

## Rosa
| N. |                             | Ruolo | Calciatore                |
| -- | --------------------------- | ----- | ------------------------- |
| 1  | Scozia (bandiera)           | P     | Craig Samson              |
| 1  | Rep. Ceca (bandiera)        | P     | Vaclav Hladky             |
| 2  | Scozia (bandiera)           | D     | Paul McGinn               |
| 3  | Inghilterra (bandiera)      | D     | Hayden Coulson            |
| 3  | Croazia (bandiera)          | D     | Mateo Mužek               |
| 4  | Scozia (bandiera)           | C     | Stephen McGinn (capitano) |
| 5  | Inghilterra (bandiera)      | C     | Josh Heaton               |
| 6  | Scozia (bandiera)           | D     | Gary MacKenzie            |
| 7  | Scozia (bandiera)           | C     | Kyle Magennis             |
| 8  | Scozia (bandiera)           | C     | Ryan Flynn                |
| 9  | Danimarca (bandiera)        | A     | Nicolai Brock-Madsen      |
| 9  | Haiti (bandiera)            | A     | Duckens Nazon             |
| 10 | Danimarca (bandiera)        | C     | Anders Dreyer             |
| 10 | Scozia (bandiera)           | A     | Cammy Smith               |
| 11 | Canada (bandiera)           | A     | Simeon Jackson            |
| 14 | Scozia (bandiera)           | C     | Jordan Kirkpatrick        |
| 14 | Irlanda del Nord (bandiera) | C     | Brad Lyons                |
| 15 | Scozia (bandiera)           | D     | Jack Baird                |
| 16 | Scozia (bandiera)           | C     | Ian McShane               |
| 16 | Romania (bandiera)          | D     | Mihai Popescu             |
| 17 | Inghilterra (bandiera)      | C     | James Kellermann          |
| 18 | Scozia (bandiera)           | A     | Danny Mullen              |

| N. |                             | Ruolo | Calciatore        |
| -- | --------------------------- | ----- | ----------------- |
| 19 | Scozia (bandiera)           | A     | Ross Stewart      |
| 19 | Inghilterra (bandiera)      | D     | Alfie Jones       |
| 20 | Inghilterra (bandiera)      | A     | Cody Cooke        |
| 21 | Irlanda del Nord (bandiera) | D     | Lee Hodson        |
| 22 | Inghilterra (bandiera)      | C     | Matty Willock     |
| 22 | Inghilterra (bandiera)      | C     | Greg Tansey       |
| 23 | Inghilterra (bandiera)      | C     | Jeff King         |
| 23 | Scozia (bandiera)           | C     | Kyle McAllister   |
| 24 | Inghilterra (bandiera)      | D     | Cole Kpekawa      |
| 25 | Irlanda (bandiera)          | P     | Danny Rogers      |
| 26 | Inghilterra (bandiera)      | P     | Dean Lyness       |
| 26 | Australia (bandiera)        | P     | Jordan Holmes     |
| 27 | Australia (bandiera)        | P     | Ryan Edwards      |
| 28 | Scozia (bandiera)           | C     | Cameron McPherson |
| 33 | Romania (bandiera)          | D     | Laurențiu Corbu   |
| 35 | Inghilterra (bandiera)      | D     | Anton Ferdinand   |
| 36 | Scozia (bandiera)           | A     | Sam Jamieson      |
| 39 | Scozia (bandiera)           | C     | Ethan Erhahon     |
| 40 | Scozia (bandiera)           | A     | Cameron Breadner  |
| 44 | Inghilterra (bandiera)      | D     | Adam Eckersley    |
| 77 | Inghilterra (bandiera)      | C     | Adam Hammill      |

## Risultati

### Scottish Premiership

#### Play-off
| Dundee 23 maggio 2019, ore 20:45 CEST Andata | Dundee Utd | 0 – 0 referto | St. Mirren | Tannadice Park (11 062 spett.)\| Arbitro: \| B. Madden \| |
| Arbitro:                                     | B. Madden  |               |            |                                                           |

| Arbitro: | J. Beaton |

|                      |                      |                            |
| Mullen 26’           | Marcatori            | 23’ (rig.) Clark           |
| McGinn Popescu Mužek | Tiri di rigore 2 – 0 | Pawlett Šafranko Sow Booth |